# Halle-Neustadt
Halle-Neustadt var en stad i Östtyskland. Staden grundades 12 maj 1967 och hade mer än 93 000 invånare 1981. 6 maj 1990 blev Halle-Neustadt en del av Halle. Stadsdelens folkmängd var 2010 45 000 och således halverats från 1981. 
Seden Tysklands återförening har stadsdelen, likt andra före detta östtyska städer, haft en negativ befolkningsutveckling. I området finns övergivna bostadshus, och en del har rivits. En fjärdedel av Halles invånare har flyttat från staden, där utflyttning från Halle-Neustadt är starkt bidragande till statistiken.  

## Historia
1 februari 1964 öppnade en betongfabrik för att bygga den nya staden. 9 augusti 1965 flyttade de första invånarna in i stadsdelen. Några kvarter i norra delen av stadsdelen var avsedda för Sovjetiska soldater och deras familjer. När de flyttade tillbaka till Sovjet efter murens fall stod dessa bostadskvarter tomma. 
Majoriteten av infrastrukturen och andra faciliteter blev antingen försenade eller aldrig byggda. Några exempel på det är hotell och köpcentrum. En spårvägslinje som skulle gå centralt genom staden längs motorvägen blev aldrig byggd på grund av brist av el. 

## Befolkningsutveckling
Befolkningen har minskat avsevärt sedan 1990 (48 941 invånare, den 31 december 2006). Många som hade råd har flyttat, andra flyttade för att hitta arbete utanför regionen. Generationen av de ursprungliga hyresgästerna, nu mestadels pensionerade, tycker fortfarande om att bo i stadsdelen trots de sociala problem som har uppstått.
| År   | Inv    | ±%      |
| ---- | ------ | ------- |
| 1965 | 595    | —       |
| 1966 | 3 982  | +569,2% |
| 1968 | 19 208 | +382,4% |
| 1970 | 35 180 | +83,2%  |
| 1974 | 67 956 | +93,2%  |
| 1983 | 91 563 | +34,7%  |
| 1993 | 83 803 | −8,5%   |
| 1996 | 77 650 | −7,3%   |
| 1999 | 65 084 | −16,2%  |
| 2000 | 58 195 | −10,6%  |
| 2005 | 50 293 | −13,6%  |
| 2010 | 45 157 | −10,2%  |
| 2015 | 45 025 | −0,3%   |
| 2019 | 45 661 | +1,4%   |

## Kollektivtrafik
S-Bahn Mitteldeutschland linje S3 går genom stadsdelen. 